# Victor Campenaerts
Victor Campenaerts (Wilrijk, 28 ottobre 1991) è un ciclista su strada e pistard belga che corre per il Team Visma-Lease a Bike. Professionista dal 2014, ha caratteristiche da passista e possiede ottime doti da cronoman; in carriera ha vinto i Campionati europei di ciclismo su strada a cronometro nel 2017 e nel 2018, una tappa al Giro d'Italia 2021, ed una al Tour de France 2024.
È stato detentore del record dell'ora su pista, stabilito il 16 aprile 2019 ad Aguascalientes percorrendo 55,089 km.

## Palmarès

### Strada
- 2013 (Lotto-Belisol U23)

2ª tappa Grand Prix des Hauts-de-France
Campionati europei, prova a cronometro Under-23
Campionati belgi, prova a cronometro Under-23
- 2015 (Topsport Vlaanderen, una vittoria)

Duo Normand (cronocoppie, con Jelle Wallays)
- 2016 (Lotto NL, una vittoria)

Campionati belgi, prova a cronometro
- 2017 (Lotto NL, due vittorie)

3ª tappa Vuelta a Andalucía (Lucena, cronometro)
Campionati europei, Prova a cronometro
- 2018 (Lotto-Soudal, due vittorie)

Campionati belgi, Prova a cronometro
Campionati europei, Prova a cronometro
- 2019 (Lotto Soudal, due vittorie)

7ª tappa Tirreno-Adriatico (San Benedetto del Tronto, cronometro)
4ª tappa Giro del Belgio  (Seraing > Seraing)
- 2021 (Qhubeka Assos, una vittoria)

15ª tappa Giro d'Italia (Grado > Gorizia)
- 2022 (Lotto Soudal, una vittoria)

Grote Prijs Jef Scherens
- 2023 (Lotto Dstny, due vittorie)

Druivenkoers-Overijse
4ª tappa Giro del Lussemburgo (Pétange, cronometro)
- 2024 (Lotto Dstny, una vittoria)

18ª tappa Tour de France (Gap > Barcelonnette)

#### Altri successi
- 2015 (Topsport Vlaand.)

Classifica giovani Tour de Wallonie
- 2022 (Lotto Soudal)

Classifica scalatori Giro di Vallonia
- 2023 (Lotto Dstny)

Premio della combattività Tour de France

### Pista
- 2016

Campionati belgi, Inseguimento individuale
- 2019

Record dell'ora (55,089 km)

## Piazzamenti

### Grandi Giri
- Giro d'Italia

2017: ritirato (16ª tappa)
2018: non partito (17ª tappa)
2019: 111º
2020: 95º
2021: non partito (17ª tappa)
- Tour de France

2021: ritirato (11ª tappa)
2023: 64°
2024: 81º
2025: 28º
- Vuelta a España

2016: 143º
2018: 102º
2024: 111º

### Classiche monumento
- Milano-Sanremo

2021: 80º
2024: 29º
2025: 87º
- Giro delle Fiandre

2021: 38º
2022: 33º
2024: 27°
- Parigi-Roubaix

2021: ritirato
2022: fuori tempo massimo
- Liegi-Bastogne-Liegi

2014: ritirato
- Giro di Lombardia

2021: 99º

### Competizioni mondiali
- Campionati del mondo su strada

Toscana 2013 - Cronometro Under-23: 8º
Ponferradina 2014 - Cronosquadre: 17º
Richmond 2015 - Cronosquadre: 16º
Doha 2016 - Cronosquadre: 5º
Doha 2016 - Cronometro Elite: 26º
Bergen 2017 - Cronosquadre: 7º
Bergen 2017 - Cronometro Elite: 16º
Innsbruck 2018 - Cronometro Elite: 3º
Yorkshire 2019 - Cronometro Elite: 11º
Imola 2020 - Cronometro Elite: 8º
Fiandre 2021 - Staffetta mista: 7º
Fiandre 2021 - In linea Elite: 20º
Glasgow 2023 - In linea Elite: ritirato
Zurigo 2024 - Cronometro Elite: 9º
Zurigo 2024 - In linea Elite: ritirato

### Competizioni continentali
- Campionati europei su strada

Goes 2012 - Cronometro Under-23: 37º
Frýdek-Místek 2013 - Cronometro Under-23: vincitore
Plumelec 2016 - Cronometro Elite: 2º
Herning 2017 - Cronometro Elite: vincitore
Glasgow 2018 - Cronometro Elite: vincitore
Plouay 2020 - Cronometro Elite: 3º
Plouay 2020 - In linea Elite: 90º
Plouay 2020 - Staffetta mista: 5º
Trento 2021 - In linea Elite: 10º
Limburgo 2024 - Cronometro Elite: 6º